# バトルグラウンドワーカーズ
『バトルグラウンドワーカーズ』は、竹良実による日本の漫画。『ビッグコミックスピリッツ』（小学館）にて、2019年21・22合併号から2021年43号まで連載された。「亞害体」と呼ばれる謎の生命体に侵略されている世界を舞台に、それと戦う人類連合の人型兵器「RIZE」を操縦する人々を描く。

## あらすじ
未知の生命体「亞害体」が現れるようになってから25年。平和な日常の裏、遠く離れた地で人類は戦いを続けていた。
ある日、失業中の男平仁一郎の元に一通の手紙が届く。それは亞害体と戦う組織・人類連合からの採用通知だった。幸せになることを諦め、その代わりの生きがいを得たいと考えていた仁一郎は、人々を守る戦いに身を投じる決意をする。
そうして人型兵器「RIZE」のパイロットとなった仁一郎は、配属された31小隊の面々とときには衝突しながらも協力し、亞害体や司令部からの理不尽な作戦内容に立ち向かっていく。

## 登場人物

### 31小隊の隊員
人類連合日本支部に所属するRIZEのパイロット。
平 仁一郎（たいら じんいちろう）
本作の主人公。30歳の男性で元会社員。幼少期に両親を交通事故で亡くし、育ての親である祖父母も亡くなったため独り身で生活している。
学生時代に親戚から「お前の両親はお前を庇うような形で死んだ」と聞かされてから、遺された自分は幸せになるべきだという考えを持つようになるが、そのための努力が実ることはなかったため、幸せの代わりとなる生きがいを探すようになる。
愚直なほどに真面目で、元会社員だけあって事務仕事が得意。勤務日報の作成を任されているほか、資料室に入り浸っては過去の資料を元に勉強を重ねている。
岡部 圭護（おかべ けいご）
仁一郎の同期。20代の元キックボクサー。現役当時は所属する団体のバンタム級王者になるほどの腕前だったが、選手の肉体を顧みない興行主のやり方とぶつかって引退する。
戦闘評価は優秀だが、血の気が多く喧嘩っ早い。仁一郎にもよく突っかかるが、互いの事情や考えを理解してからは戦友として認めていく。
西 数真（にし かずま）
仁一郎の同期。19歳の男性。元は中高一貫の私立高に通う秀才だったが、正義感から起こした行動でいじめに遭うようになり、退学する。
クレバーな性格で仁一郎の言動を一歩引いた目線で見ているが、岡部と同様に互いの事情や考えを理解してからは戦友として認めていく。
能倉 知子（よくら ともこ）
仁一郎の先輩。元27小隊の所属で、同部隊が再編成となったため31小隊に編入された。長距離射撃を得意とする部隊きっての狙撃手。
私生活では認知症の母との2人暮らしをしており、母の元へ戻るためには強制遮断による帰還をも厭わない。そのため既に「星」を使い切っており、自身の存在が部隊の重荷になっているのではと悩む姿もみせる。
沼田 美羽愛（ぬまた みゆな）
仁一郎の先輩。子供っぽさの残る女性。
百沢 紀和（ももさわ きわ）
31小隊の隊長を務める女性。仕事は仕事として割り切っているため、仁一郎の行動に頭を抱えることもしばしば。

### その他の登場人物
堂島 拓人（どうじま たくと）
人類連合日本支部の部長。仁一郎たちの指導や作戦の指示を行う。立案する作戦には部隊やパイロットを捨て駒扱いにするような内容も含まれるため、31小隊の面々からは嫌われている。
与儀 小百合（よぎ さゆり）
人類連合日本支部の長官。

## 用語
RIZE（ライズ）
人類連合が所持する人型兵器。神経接続によって遠隔操作する兵器であり、パイロットは機体と痛覚こそ共有するものの、背面にある通信機を破壊されない限りは死亡することはない。しかし、逆を言えば通信機が破壊された場合、肉体の損傷に関係なく死亡する。
強制遮断
RIZEに搭載されている緊急脱出方法。これは文字通り正式な手順を省略して神経接続を強制的に切り、強制的に基地にある肉体へ意識を戻すというもの。脳への負担がかなり大きく、使用できるのは生涯に5回が限度だとされており、その回数を超えれば、高確率で死亡する。
「星」
パイロットの左胸上部に取り付けられたコネクタに表示されている、強制遮断の残り使用回数を示すアイコン。強制遮断を実行すると星が黒く変色していく。
亞害体
突如として地球に出現した謎の敵性生物。人類と敵対しているが、一切が謎の存在。

## 書誌情報
- 竹良実 『バトルグラウンドワーカーズ』 小学館〈ビッグコミックス〉、全8巻
  1. 2019年9月4日発行（2019年8月30日発売[2]）、ISBN 978-4-09-860381-7
  2. 2019年12月4日発行（2019年11月29日発売[3]）、ISBN 978-4-09-860486-9
  3. 2020年4月4日発行（2020年3月30日発売[4]）、ISBN 978-4-09-860566-8
  4. 2020年7月4日発行（2020年7月30日発売[5]）、ISBN 978-4-09-860640-5
  5. 2020年12月5日発行（2020年11月30日発売[6]）、ISBN 978-4-09-860765-5
  6. 2021年3月3日発行（2021年2月26日発売[7]）、ISBN 978-4-09-860853-9
  7. 2021年7月5日発行（2021年6月30日発売[8]）、ISBN 978-4-09-861063-1
  8. 2021年12月5日発行（2021年11月30日発売[9]）、ISBN 978-4-09-861188-1